# Selección femenina de baloncesto de Mozambique
La selección femenina de baloncesto de Mozambique es el equipo de baloncesto que representa a Mozambique en las competiciones internacionales organizadas por la Federación Internacional de Baloncesto (FIBA) o el Comité Olímpico Internacional (COI): los Juegos Olímpicos y Campeonato mundial de baloncesto especialmente. Ha conseguido 6 medallas en AfroBasket femenino en 15 participaciones.

## Resultados

### Olimpiadas
No ha participado

### Mundiales
- 2014 - 15º

- Datos: Q12876732
- Multimedia: Mozambique women's national basketball team / Q12876732